# Didymoteicho
Didymoteicho (græsk: Διδυμότειχο, IPA: [ðiðiˈmotixo]) er en by beliggende i den østlige udkant af den regionale enhed Evros i periferien Østmakedonien og Thrakien, i det nordøstlige Grækenland. Den er hjemsted for kommunen af samme navn. Byen (indbyggertal 9.263 i 2011) ligger på en slette og ligger sydøst for Svilengrad, syd for Edirne, Tyrkiet og Orestiada, vest for Uzunköprü, Tyrkiet, omkring 20 km nord for Soufli og omkring 90 km nord for Alexandroupoli. Kommunen Didymóteicho har et landareal på 565,4 km² og en befolkning på 19.493 indbyggere.

## Navnet
"Didymoteicho" er den moderne græske form af Διδυμότειχον , Didymóteichon, fra δίδυμος , dídymos, "tvilling" og τεῖχος , teîchos, "væg". Navnet optrådte første gang i 591/592, og det meste skyldtes genopbygningen af byen under Justinian I.
Den korrupte korte form Dimotica eller Demotica eller varianter deraf har været kendt på vestlige sprog siden slutningen af det 12. århundrede (tidlige former Timoticon, Dimothicon, Dimodica ), og forblev i brug for byen indtil det 20. århundrede. Byen hedder stadig Dimetoka på tyrkisk, som var dens navn under det osmanniske imperium, og Dimotika (fra bulgarsk Димотика) af regionens Pomaks.

## Geografi
Skove dominerer bredderne og dele af sletten. En stor del af arealet bruges til landbrug. Hovedprodukterne er kvæg, frugt og grøntsager og nogle blomster. Bakkerne dominerer længere mod vest. I nærheden af området ligger Dadiasskoven. Didymoteicho ligger omkring 12 km fra Tyrkiet og Evros' vestlige bred. Det er den østligste kommune på det græske fastland (i byen Pythio). I vest er meget af landet bjergrigt og skovklædt, mens landbrugsarealer ligger i den centrale og nordlige del. Den er på jernbanelinjen Thessaloniki - Istanbul og den græske vej 51 (Alexandroupoli-Orestiada-Edirne i Tyrkiet og Svilengrad i Bulgarien).

## Kommunen
Kommunen Didymoteicho blev dannet ved kommunalreformen i 2011 ved sammenlægning af følgende 2 tidligere kommuner, der blev til kommunale enheder:
- Didymoteicho
- Metaxades

Kommunen har et areal på 565,4 km2, den kommunale enhed 354,1 km2.

### Bebyggelser
Den kommunale enhed Didymoteicho er opdelt i følgende landsbyer og bebyggelser:
- Didymoteicho (Didymoteicho, Zoodocos Pigi, Neoi Psathades)
- Asvestades
- Asimenio
- Ellinochori (Ellinochori, Thyrea, Lagos )
- Isaakio
- Karoti
- Koufovouno
- Kyani
- Lagos
- Mani (Mani, Evgeniko, Sitaria)
- Petrades
- Poimeniko
- Prangio
- Pythio (Pythio, Rigio, Stathmos)
- Rigio
- Sitochori
- Sofiko

De største landsbyer, bortset fra selve Didymoteicho, er Sofikó (795 indb.), Metaxades (687 indb.), Koufóvouno (629 indb.), Lagós (620 indb.) og Ellinochóri (593 indb.).

## Provins
Provinsen Didymoteicho (græsk: Επαρχία Διδυμοτείχου) var en af provinserne i Evros-præfekturet. Dens område svarede til den nuværende kommune Didymoteicho og den kommunale enhed Orfeas. Den blev nedlagt i 2006.

## Historie

### Antikken
Området omkring byen var beboet i yngre stenalder.  Det var senere en vigtig thrakisk og hellenistisk by, plyndret af romerne i 204 f.Kr. I det tidlige 2. århundrede skabte den romerske kejser Trajan en ny by på bredden af Maritsa-floden, mellem to omkringliggende bakker, nær det moderne tyrkiske Uzunköprü, og opkaldte den Plotinopolis efter sin kone Pompeia Plotina. Ruinerne af den antikke by findes stadig. En massiv guldbuste af kejser Septimius Severus fundet på stedet i 1965 er nu på museet i Komotini.
Byen var bygget på en frugtbar slette i den midterste og øvre dal af Evros-floden og ved Sortehavets kyster.
Byen skulle senere blive en af de vigtigste byer i Thrakien, med sin egen forsamling og et bispesæde (suffragan af Adrianopel ).
Byens første biskop, Hierophilus, nævnes i 430'erne. 

### Middelalderen
Ifølge Procopius af Cæsarea, forbedrede kejser Justinian I ( r. 527–565 ) Plotinopolis befæstninger. Det var formentlig på det tidspunkt, at den nærliggende højere, stenede og dermed mere forsvarbare bakke også blev en del af Didymoteicho fæstning.  Navnet "Didymoteichon" ("tvillingfæstning") optræder i 591/592, og henviste sandsynligvis til denne dobbelte befæstede bebyggelse. På grund af Plotinopolis' udsatte lavlandsplacering blev stedet hurtigt forladt til fordel for den nyere fæstning, en proces der muligvis blev afsluttet allerede i det 7. århundrede. Navnet "Plotinopolis" overlevede for bispesædet indtil det 9. århundrede, før det også blev udskiftet.
I sommeren 813, erobrede den bulgarske hersker Krum, under sin invasion af Thrakien, byen, men i 879 var det et bisperåd, hvis siddende, Nikephoros, deltog i det fjerde koncil i Konstantinopel. Et segl fra det 9. århundrede vidner om tilstedeværelsen af en kommerkiarios i byen. Et århundrede senere tjente byen som eksilsted for generalen og oprøreren Bardas Skleros, som uden held forsøgte at fordrive den byzantinske kejser Basil II . Bardas og hans bror Konstantin døde der i marts 991. 
Efter Konstantinopels fald til det fjerde korstog i april 1204, garnisonerede den nye latinske kejser, Baldwin af Flandern, byen om sommeren, men den blev kort efter overgivet af en lokal græker til Baldwins rival, Bonifatius af Montferrat, som holdt den i løsesum, indtil hans krav mod Baldwin var opfyldt. I Partitio Romaniae tilhørte byen den del, der var tildelt de enkelte korsfarere. Byen blev endelig givet som et len til Hugh IV af Saint Pol. 
Byen var fødested for kejserne Johannes III Doukas Vatatzes (født ca. 1193) og Johannes V Palaiologos (født 18. juni 1332).

### Den Osmanniske æra
Byen – kendt som Dimetoka eller Demotika under osmannisk styre – blev erobret af osmannerne i 1359 og igen, denne gang permanent (sandsynligvis af kommandanten Hadji Ilbeg ), i 1361. I 1373, efter et mislykket fælles oprør mod deres fædre, flygtede den osmanniske prins Savcı Bey og den byzantinske prins Andronikos IV Palaiologos til byen, som derefter blev erobret af Savcıs far, Murad I (r. 1362–1389 ). Murad gjorde byen til sin bolig, i hvert fald indtil 1377. 
Det forblev ikke desto mindre et "yndlingssted for tidlige osmanniske herskere" på grund af dets rige jagtområder, selv efter hovedstaden flyttede til Adrianopel og Konstantinopel. Som sådan blev byen genopbygget, med de byzantinske mure repareret og et kongeligt palads bygget og forskønnet, en effekt, der stadig var tydelig i 1443, da den franske rejsende Bertrandon de la Broquiere besøgte den. Sultan Bayezid II (r. 1481–1512 ) blev født der og var på vej dertil for at gå på pension efter at have abdiceret til fordel for sin søn, Selim I (r. 1512–1520 ), da han døde (sandsynligvis af gift).
Den osmanniske rejsende Evliya Çelebi besøgte byen i 1670. Byen var sæde for en kadi og administrativt centrum i det lokale distrikt (nahiye). Evliya giver også en beskrivelse af fæstningen. Den øvre fæstning, hvor det nedlagte kongeslot lå, målte omkring 2.500 skridt i omkreds, med dobbelte stenmure og "hundrede" tårne; den eneste muslim, der boede der, var kommandanten, resten af den, omkring 100 husstande, der udelukkende var beboet af ikke-muslimer. Citadellet inden i det (Iç Kale) var arrangeret på to niveauer, hvoraf det ene var kendt som "Jomfruens slot" (Kız Kalesı). Yderbyen (Varoş) talte 600 etagehuse og var opdelt i 12 afdelinger (mahalle). Der var flere moskeer og mesjits, hvoraf Bayezid-moskeen var den vigtigste, samt fire madrasaher, hvoraf den ene blev etableret af Sultan Bayezid I. Fra Evliyas referencer ser området Didymoteicho ud til at have været et vigtigt centrum for Bektashi- dervisherne . Af de lokale hamams var den mest bemærkelsesværdige det såkaldte "hviskebad" ( fısıltı hamamı ), med dets " Dionysos øre"; den overlevede i hvert fald indtil 1890'erne. Byen havde en markedsplads men ingen bezesten (overdækket marked); dets vigtigste produkter var vindruer og kvæder, men også lokalt keramik og glasvarer, som havde et godt ry.
Den svenske kong Karl XII opholdt sig i byen fra februar 1713 til oktober 1714 efter sin flugt fra slaget ved Poltava, men ellers blev byen et uvigtigt provinsielt dødvande i tidlig moderne tid.
I 1912 blev byen kortvarigt besat af bulgarerne under den første Balkankrig, kun for at vende tilbage til osmannisk kontrol i den anden Balkankrig. Den osmanniske regering tilbød byen til Bulgarien i 1915 som en belønning for at gå ind i 1. verdenskrig på centralmagternes side. I henhold til betingelserne i Neuilly-traktaten fra 1919 kom Didymoteicho sammen med resten af det vestlige Thrakien under den midlertidige ledelse af en multinational entente- militærstyrke ledet af den franske general Charles Antoine Charpy. I anden halvdel af april 1920, som et resultat af San Remo-konferencen mellem lederne af de vigtigste allierede af ententemagterne (undtagen USA), blev regionen Vestthrakien annekteret af Grækenland. Didymoteicho blev ødelagt under Anden Verdenskrig.
Det moderne Didymoteicho er hjemsted for adskillige efterkommere af græske flygtninge fra det østlige Thrakien, der nu er en del af Tyrkiet, såvel som medlemmer af Grækenlands tyrkisktalende muslimske minoritet. Ligesom Pomakerne i Østmakedonien og Thrakien dateres den tyrkiske befolkning i Didymoteicho til den osmanniske periode, og var fritaget fra den græsk-tyrkiske befolkningsudveksling i 1923 efter Lausanne -traktaten.
Byen blev hårdt ramt af floden Evros (Maritsa)' oversvømmelser fra 17. til 22. februar 2005. Over 5.000 mm nedbør fik floden til at løbe over sine bredder, og bygninger, ejendomme og butikker blev oversvømmet. Det var den værste oversvømmelse i næsten 50 år. Jernbanelinjen syd for Didymoteicho og nær stationen blev også oversvømmet og blev lukket. Der var også alvorlige oversvømmelser i marts 2006 og november 2014, men Evros oversvømmelser 2021 var de største i byen og flodområderne omkring Evros- og Erythropotamos.
Didymoteicho ligger kun 2 kilometer væk fra den græsk-tyrkiske grænse, og som følge heraf er det hjemsted for mange græske militærenheder og træningscentre for den græske hær . Hundredtusindvis af græske mænd måtte enten modtage militær træning eller tilbringe en del af deres værnepligt her. Den berømte George Dalaras og Lavrentis Machairitsas sang Didymoteicho Blues fra 1991 ( græsk: Διδυμότειχο Μπλουζ ) hylder disse soldaters personlige historier og oplevelser, mens de tilbyder en mere generel kommentar om livet i hæren. 

## Galleri
- Vasilopoula byzantinske tårn
- Indgangen til kirken med en statue af Konstantin XI Palaiologos
- Kirken med resterne af en bue
- Kirkens interiør
- Kirkekuppel
- Alaca-moskeen